# Sydney Opera House
Sydney Opera House (în traducere din engleză, Opera din Sydney), localizată în vârful unui promontoriu ce străjuiește portul orașului Sydney, Australia, este un proiect, design și realizare a arhitectului danez Jørn Utzon. Este considerată simbolul unui oraș, Sydney, al unei țări și al unui continent, Australia, mii de turiști total neinteresați de operă vizitând-o săptămânal doar pentru a o admira.
Geografic, este așezată în vârful Capului Bennelong ce închide portul, la 33° 51’ 25" latitudine sudică și 151° 12’ 55" longitudine estică. Sediu al Operei australiene, al Companiei de Teatru Sydney și al Orchestrei Simfonice din Sydney, Sydney Opera House este totodată locul de oprire a numeroase trupe de teatru și balet aflate în turneu. Clădirea este administrată de Trustul Casei Operei, sub egida Ministerului artelor din statul australian Noua Galie de Sud, al cărui capitală este Sydney.

## Istoricul Operei din Sydney

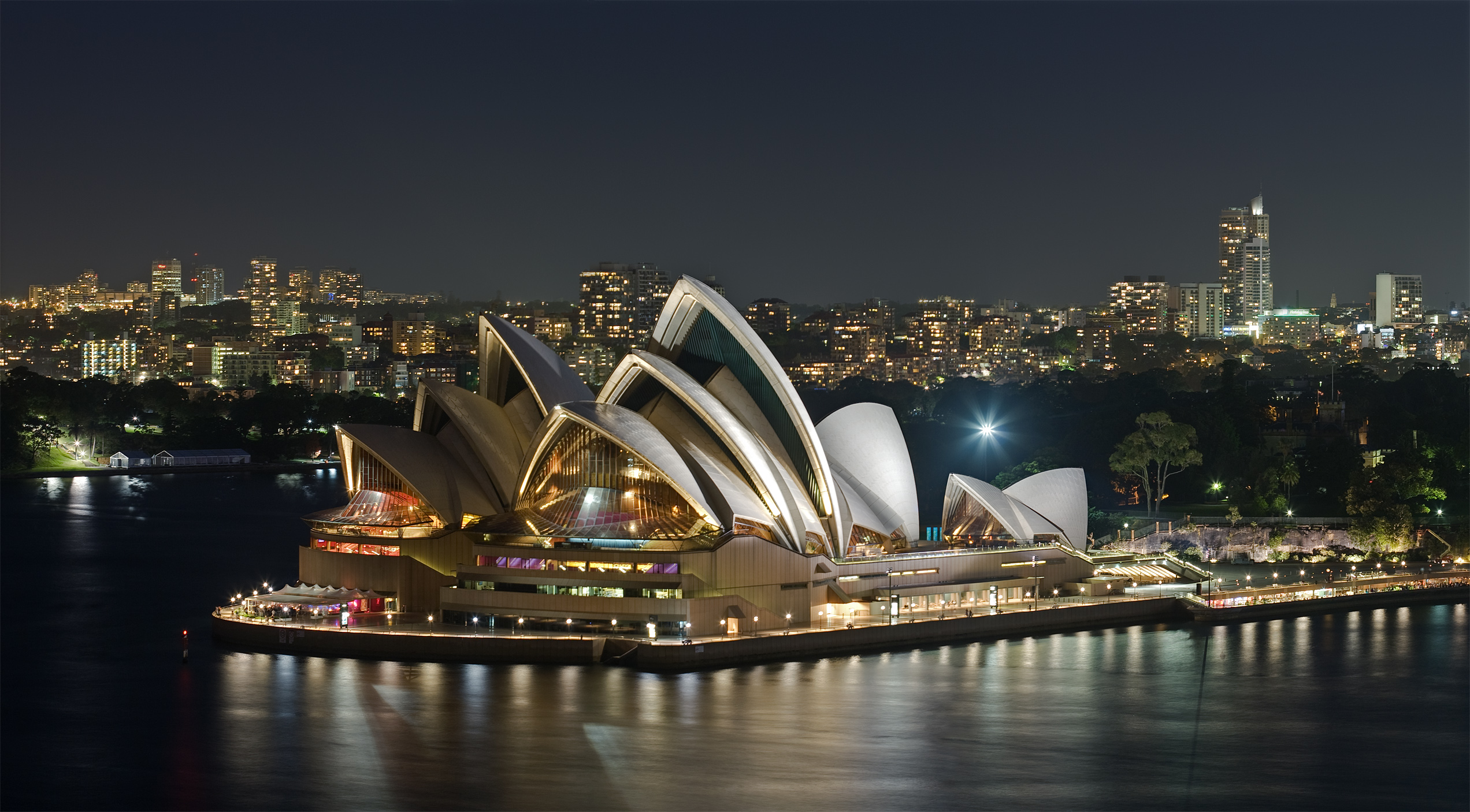
Casa Operei din Sydney, seara

Cu construcția începută în 1956 și terminată în 1973, Opera din Sydney a fost singura clădire modernă celebră până la terminarea Muzeului Guggenheim în 1997, opera arhitectului Frank Gehry; și va mai trăi mult timp după ce aceasta va cădea în obscuritate.
În panteonul clădirilor moderne, creația lui Utzon are statutul unui mit. Mitul relatează că Jorn Utzon, pe atunci la vârsta de 30 de ani, a trimis juriului concursului de design pentru proiectul Operei câteva schițe nefinisate, iar desenul nu respecta o bună parte din regulile din domeniu, fiind selectat în ultimul moment dintr-un morman de proiecte inițial respinse; se mai spune că unul din arbitri, arhitectul Eero Saarinen, ar fi declarat că proiectul e de neconstruit. Declarația aceasta avea ceva adevăr în ea, dar proiectul lui Utzon nu a ajuns niciodată să fie respins. Cu toate acesta, în anii ’50 ai secolului trecut nu încercase încă nimeni să construiască ceva atât de îndrăzneț cum e acoperișul în formă de scoici suprapuse, ce se ridică la o înălțime de 60 de metri, pe care Utzon l-a imaginat — un răspuns abstract, poate, la valurile care asaltează portul din Sydney; și o formă care maschează protuberanțele structurii interne. În cursul „războaielor” care au urmat, Utzon a pierdut poate multe lupte, dar a câștigat bătălia pentru acoperișul lui extraordinar.
Divergențele politice legate de construirea clădirii și întârzierile induse de acestea au fost într-un fel spre norocul constructorilor – între timp tehnica de calcul s-a dezvoltat suficient pentru a le fi de un real folos arhitecților. În Sydney existau computere cu suficientă putere de calcul (dar nu mai mult de atât) pentru a le folosi la calculele structurale extrem de complexe pe care le aveau de făcut.
Explozia arhitecturii „high-tech” în anii ’70 – un stil complet diferit – a fost inițiată de Opera din Sydney, care a arătat cum arhitecții și inginerii pot colabora pentru a elabora tipuri extraordinare și cu totul noi de construcții.
Dar opera din Sydney este remarcabilă și din alt punct de vedere: este complet unică. Nu se încadrează în nicio categorie stilistică sau cronologică. Nici una din celelalte clădiri ale lui Utzon – biserici, clădiri guvernamentale, case – nu seamănă cât de puțin cu aceasta, iar acei arhitecți contemporani care se străduiesc să imite stilul acestei clădiri întotdeauna proiectează construcții care dau impresia de diletantism comparate cu Opera din Sydney. Este cu siguranță o clădire modernă, dar modernismul expresionist al acesteia nu cadra deloc cu stilul internațional rectiliniar al epocii. Desigur, localizarea aduce și ea un enorm ajutor, așezarea ei la capătul unui promontoriu, înconjurată de apă din trei părți, fiind exploatată la maximum de Utzon.

## Construirea Operei din Sydney

Construirea Operei, 1965

Opera din Sydney este așezată pe vechea locație a fortului Macquarie Tram, care a fost demolat în 1958 pentru a face loc acestei noi clădiri. Piatra de temelie a fost pusă în martie 1959, iar construcția a fost efectuată în trei etape. Prima etapă (1959-1963) a constat în contruirea temeliei și a platformei. Etapa a II-a (1963-1967) a reprezentat-o construirea structurii superioare de rezistență și a acoperișului. Etapa a III-a (1967-1973) a fost amenajarea interioară a clădirii.
Guvernul australian a devansat începerea construcției față de data inițial prevăzută, temându-se ca opinia publică să nu se întoarcă împotriva proiectului, o dată făcută publică forma pe care urmează să o îmbrace. Cu toate acestea, constructorii se confruntau cu probleme majore, având parte de întârzieri datorate condițiilor meteo nefavorabile și dificultăților tehnice.
Acoperișul fusese inițial conceput de Utzon ca o serie de parabole suprapuse, dar pentru că inginerii constructori nu au reușit să găsească o soluție tehnică pentru a le construi, planurile au trebuit refăcute. La mijlocul anului 1961, Utzon a terminat un nou concept pentru acoperiș și a remis noile planuri echipelor de constructori. Soluția aceasta, care prevedea construirea elementelor acoperișului din secțiuni de calote sferice întrepătrunse, ogivale în secțiune transversală, a fost foarte bine primită de ingineri. Acoperișul putea fi construit prin asamblarea la înălțime a elementelor care urmau să fie turnate în condiții mai bune în altă parte, nemainecesitând ca întreaga lucrare să se execute la înălțime. Faptul acesta a permis reducerea duratei de construcție a acestuia și a dus la crearea formei atât de bine cunoscute în ziua de astăzi.
Ca urmare a unei schimbări de guvern, în 1965, întregul proiect a fost trecut sub administrarea Ministerului Lucrărilor Publice. Acesta nu a fost de acord cu agenda înaintată de Utzon pentru terminarea lucrărilor la partea interioară a clădirii și nici cu amenajările interioare propuse de acesta și, ca urmare a disensiunilor ce au survenit, arhitectul a fost nevoit să demisioneze.
Deși ulterior i-a fost oferit postul de „arhitect de design“, Utzon l-a refuzat pentru că îl situa într-o poziție mult inferioară, sub ordinele unor arhitecți executivi.
La momentul demisiei lui Utzon era în derulare faza a II-a a construcției. Poziția lui fiind preluată mai ales de Peter Hall, acesta a devenit responsabil de designul interior al clădirii, aducând patru schimbări majore față de structura lui Utzon:
- Partea inferioară a podiumului a fost închisă complet — inițial Utzon prevăzuse să fie lăsat liber în părțile laterale, nu închis pană la nivelul apei;
- Construirea pereților de sticlă — cu toate că este un design inventiv, diferă de planurile inițiale ale lui Utzon, care prevăzuse panouri prefabricate pentru aceasta.
- Destinația sălilor — sala mare era inițial prevăzută a fi o sală cu multiple scopuri, destinată a găzdui concerte și spectacole de operă, dar a afârșit prin a fi doar sală de concerte. Sala mică, inițial destinată doar spectacolelor de teatru a fost amenajată pentru a putea găzdui și spectacole de operă. În plus, au mai fost adăugate două săli de teatru. Toate acestea au schimbat complet aranjamentul interior, printre altele mașinăriile scenice trebuid să fie complet înlocuite.
- Tot în ceea ce privește designul interior, planurile inițiale ale lui Utzon pentru structura sălilor și așezarea scaunelor au fost schimbate. Designul lui inițial a fost ulterior modelat pe calculator și s-a descoperit că oferea o acustică ideală — ceea ce însemnă că acustica, în forma actuală a sălilor, nu mai este optimă.

## De la inaugurare până în prezent
Opera din Sydney, deși trebuia să fie terminată cu mult înainte, conform planificării inițiale, a fost inaugurată abia la 20 octombrie 1973, de către regina Elisabeta a II-a, cu Simfonia a 9-a de Ludwig van Beeethoven. Aceasta nu a fost însă prima reprezentație de la Opera din Sydney — înaintea inaugurării, pe data de 28 septembrie 1973, a fost susținut un spectacol cu Război și pace de Serghei Prokofiev, iar pe 29 septembrie a avut loc, în Sala de concerte, un spectacol al Filarmonicii din Sydney. De asemeni, pe timpul construirii clădirii, au fost
susținute o serie de concerte pentru muncitorii constructori care lucrau aici.
După inaugurarea din 1973, clădirea Operei a mai avut parte de o serie de îmbunătățiri și reamenajări. Orga mare din Sala de concerte a fost terminată abia în 1979. În 1988 s-a mai aminajat o esplanadă de-a lungul părții vestice a Capului Bennelong, iar în 1999 o a cincea sală a fost adăugată clădirii Operei. În 2000, cu ocazia Olimpiadei, a fost inclusă în traseul torței olimpice, care a fost adusă aici de înotătoarea australiană Samantha Riley, fiind totodată inclusă în desfășurarea unor probe olimpice (de exemplu, de aici s-a dat startul probei de maraton).
Ca urmare a unor înțelegeri din 1999, clădirea Operei va fi renovată și designul interior schimbat — de data aceasta revenindu-se la planurile inițiale ale lui Utzon, sub a cărui supraveghere vor fi derulate lucrările.

## Opera din Sydney în cifre
- 7 milioane $ — costul estimat inițial pentru proiect
- 102 milioane $ — costul final al construcției
- 3.000 — numărul de evenimente care se desfășoară anual aici
- 1.000 — numărul total al încăperilor
- 625 km — lungimea totală cablurilor electrice folosite
- 1 milion — numărul plăcilor de granit alb cu care e placat acoperișul
- 6.200 m2 — suprafața totală a sticlei folosite la pereții clădirii
- 200.000 — numărul anual de vizitatori
- 15 tone — greutatea unei secțiuni a acoperișului
- 1,8 hectare — suprafața pe care se întinde opera (183 m lungime și 120 m lățime) [1]
- 588 — piloni pe care se sprijină structura[1]